# Cerámica medieval italiana
Lo más sobresaliente de la cerámica italiana en la Edad Media son las piezas de alfarería monumental esmaltada, desde el siglo XI al XIII. Después siguieron las vasijas con reflejos metálicos. Las mayólicas o vasijas de reflejos nacarados y dorados alcanzaron su época gloriosa al igual que las faenas o fayenzas (de la ciudad de Faenza) en los siglos XV y XVI, siendo sus centros Urbino, Faenza, Siena, Forlì, Rávena, Rímini, Bolonia o Ferrara entre otros. Obtuvo gran celebridad en el siglo XVI el escultor Luca Della Robbia por sus barros modelados que representan asuntos religiosos esmaltados de azul y blanco.

## Erase una vez
- Museo Internacional de Cerámica de Faenza

- Datos: Q5763723